# Пепелишево
Пепелишево (рос. Пепелышево) — присілок в Калінінському районі Тверської області Російської Федерації.
Населення становить 11 осіб. Входить до складу муніципального утворення Черногубовське сільське поселення.

## Історія
Від 2005 року входить до складу муніципального утворення Черногубовське сільське поселення.

## Населення
| 2010 |
| ---- |
| 11   |